# Harina de soja

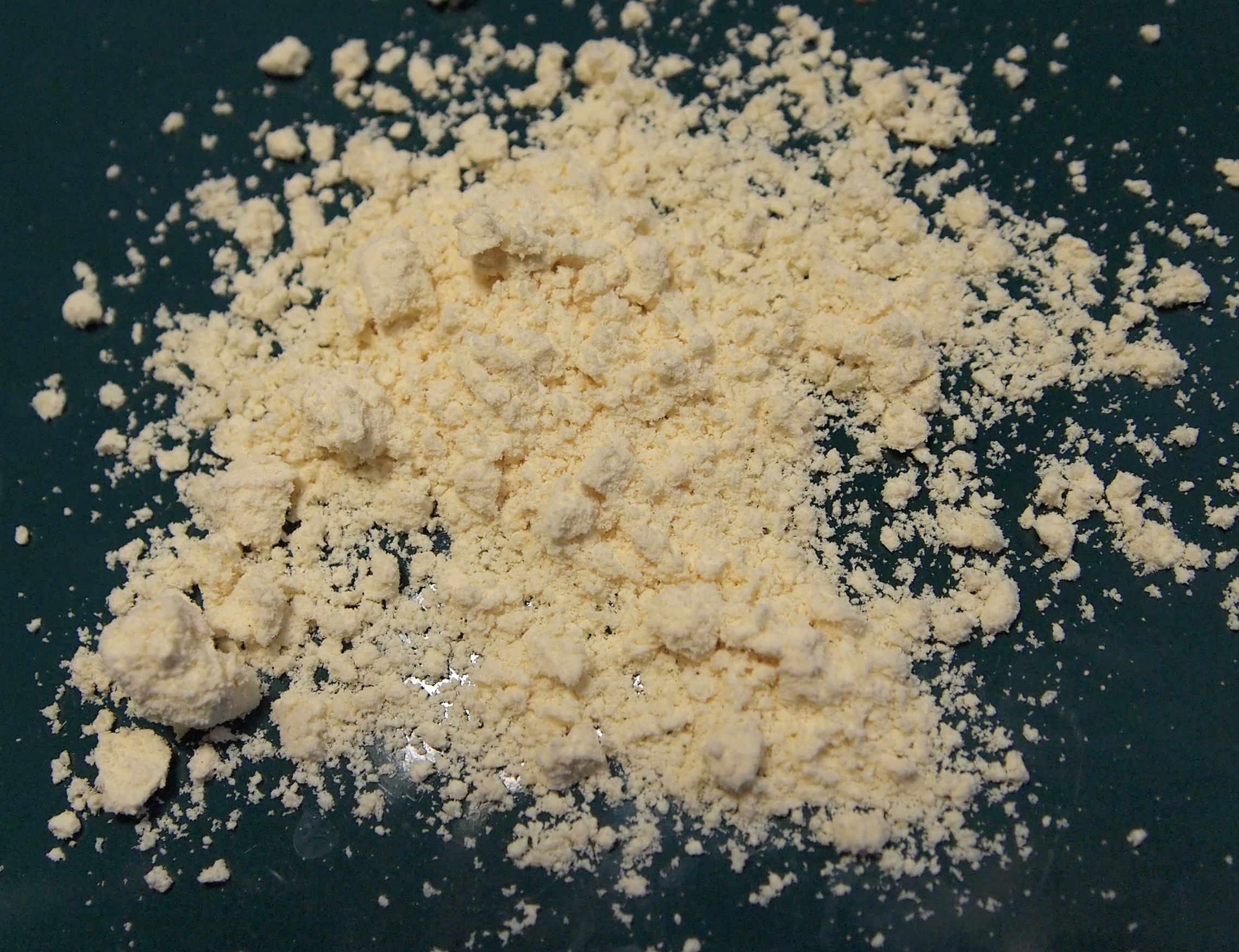
Harina de soja

La harina de soja o soya, es un tipo de harina obtenida a partir de granos enteros molidos de soja. Se usa en repostería y panadería y tiene un alto porcentaje de proteínas. A estos granos enteros, durante la molienda, se les extrae el aceite de soja (aproximadamente el 13%), antes de terminar el proceso como harina de soja. 
También es utilizada en la alimentación animal como suplemento, gracias a su gran contenido de proteína.
Además de la habitual, también existe la harina kinako (きな粉), que a diferencia de la anterior se obtiene de las habas tostadas y molidas. Sobre todo es usada para hacer dulces en Japón y es una notable fuente de proteínas.